# Townley Haas
Francis Townley Haas (* 13. Dezember 1996 in Richmond) ist ein US-amerikanischer Schwimmer. Bei den Olympischen Spielen 2016 wurde er im Staffelwettbewerb über 4-mal 200 Meter Freistil Olympiasieger.

## Karriere
Haas qualifizierte sich bei den Olympiatrials der Vereinigten Staaten 2016 mit der schnellsten Zeit über 200 m Freistil für die Spiele in Rio de Janeiro. Dort belegte er im Einzelfinale über 200 m Freistil mit einer Zeit von 1:45,48 Minuten den fünften Platz. Im Staffelwettbewerb über 4-mal 200 Meter Freistil trat er zusammen mit Conor Dwyer, Ryan Lochte und Michael Phelps im Finale an. Mit einer Zeit von 1:44,14 Minuten trug Haas zum Sieg der US-amerikanischen Staffel bei.

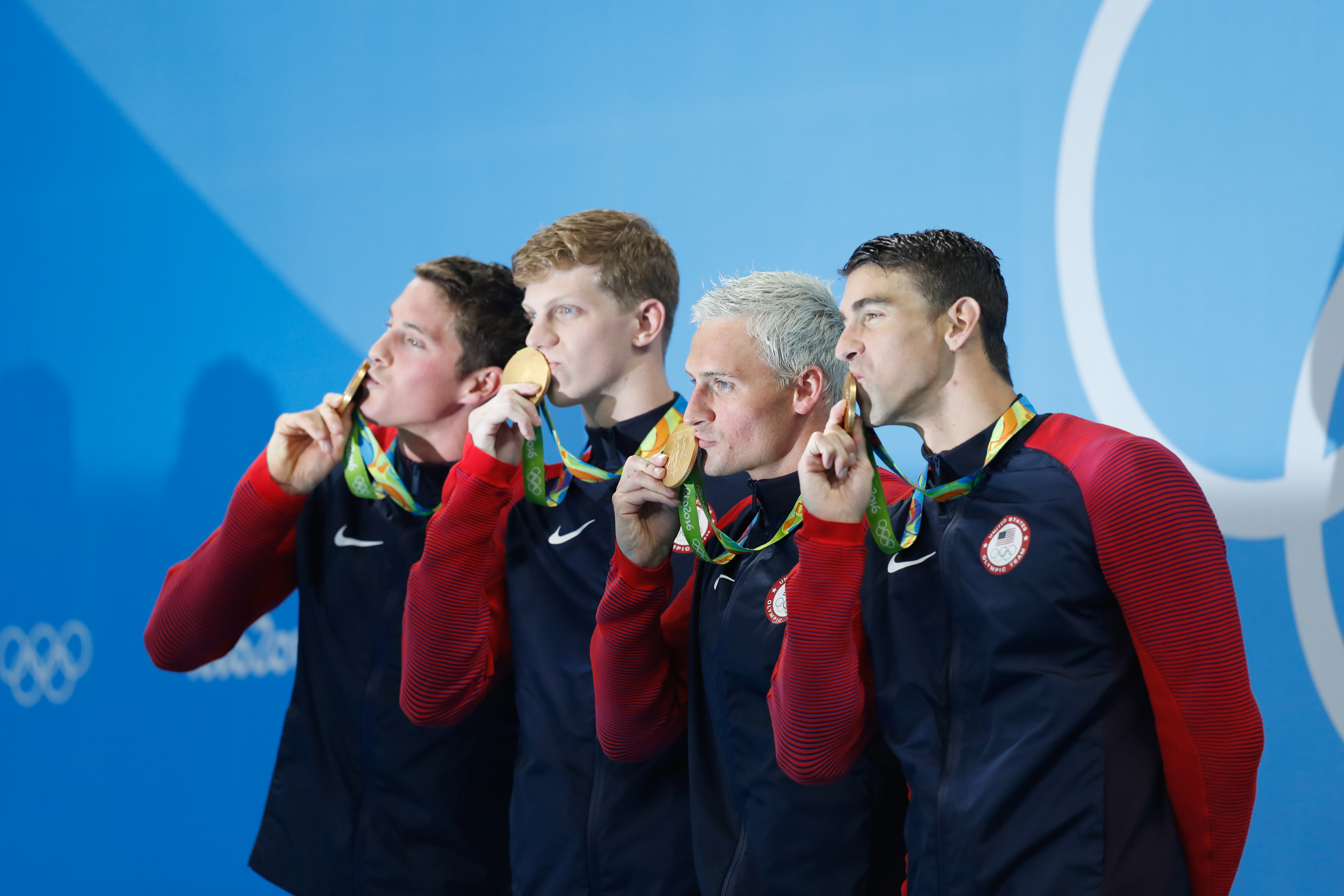
Haas (zweiter von links) bei den Olympischen Spielen 2016 (Siegerehrung 4-mal 200 m Freistil)

Im folgenden Jahr gewann Haas fünf Medaillen bei den Weltmeisterschaften in Budapest. Im Einzelfinale über 200 m Freistil gewann er hinter Sun Yang die Silbermedaille. Über 4-mal 100 m Freistil gewann er mit Finalteilnahme Gold und über 4-mal 200 m Freistil Bronze. Durch Teilnahme am Vorlauf gewann er ebenfalls Gold über 4-mal 100 m Lagen und Gold im gemischten Wettbewerb über 4-mal 100 m Freistil. 